# 샤슬라
샤슬라(프랑스어: Chasselas) 또는 샤슬라 블랑(프랑스어: Chasselas blanc)은 주로 스위스, 프랑스, 독일, 포르투갈, 헝가리, 루마니아, 뉴질랜드, 크로아티아 및 칠레에서 재배되는 와인 포도 품종이다. 샤슬라는 대부분 완전하고 건조하며, 과일향이 나는 화이트 와인으로 양조된다. 또한 터키와 헝가리에서 이러한 목적으로 널리 재배되는 식탁용 포도로 적합하다.

## 역사
2009년 디에프 대학의 실험실에서 수행된 유전자 분석에 따르면 샤셀라는 서부 스위스가 원산지인 포도 품종이다. 그 이름은 16세기에 처음 언급되었다.
1940년에 샤슬라는 실바네르(Silvaner)와 교배되어 백포도 품종인 노블링(Nobling)을 생산했다.

## 포도주 생산지
샤슬라는 여러 지역 동의어 이름이 있는 스위스에서 널리 재배되며 주요 이름은 발레주의 팡당(Fendant)이다. 라클레트나 퐁듀의 이상적인 조합으로 간주된다. 샤슬라는 제네바의 망드망(Mandement) 지역에서 페를랑(Perlan)으로도 알려져 있다. 2009년에는 4,013ha에서 스위스에서 두 번째로 많이 재배된 포도 품종이었다.
1,123ha의 독일에서는 구테델(Gutedel)이라는 이름으로 바덴의 와인 지역에서 거의 독점적으로 재배된다.
프랑스에서는 주로 루아르 지역에서 재배되며, 소비뇽 블랑과 블렌딩되어 "푸이 쉬르 루아르"(Pouilly-sur-Loire)라는 와인을 생산한다. 캘리포니아와 호주 재배자들은 샤슬라 도어(Chasselas Doré)와 골든 샤슬라(Golden Chasselas)라는 이름으로 이 품종을 알고 있다.
미쉘 샤푸티에(Michel Chapoutier)는 영국에서 샤슬라를 심을 포도원 땅을 찾고 있다고 말했다. 그는 샤슬라가 영국의 기후와 테루아르에 아주 잘 어울릴 것이라고 믿었다고 말했다.

## 갤러리

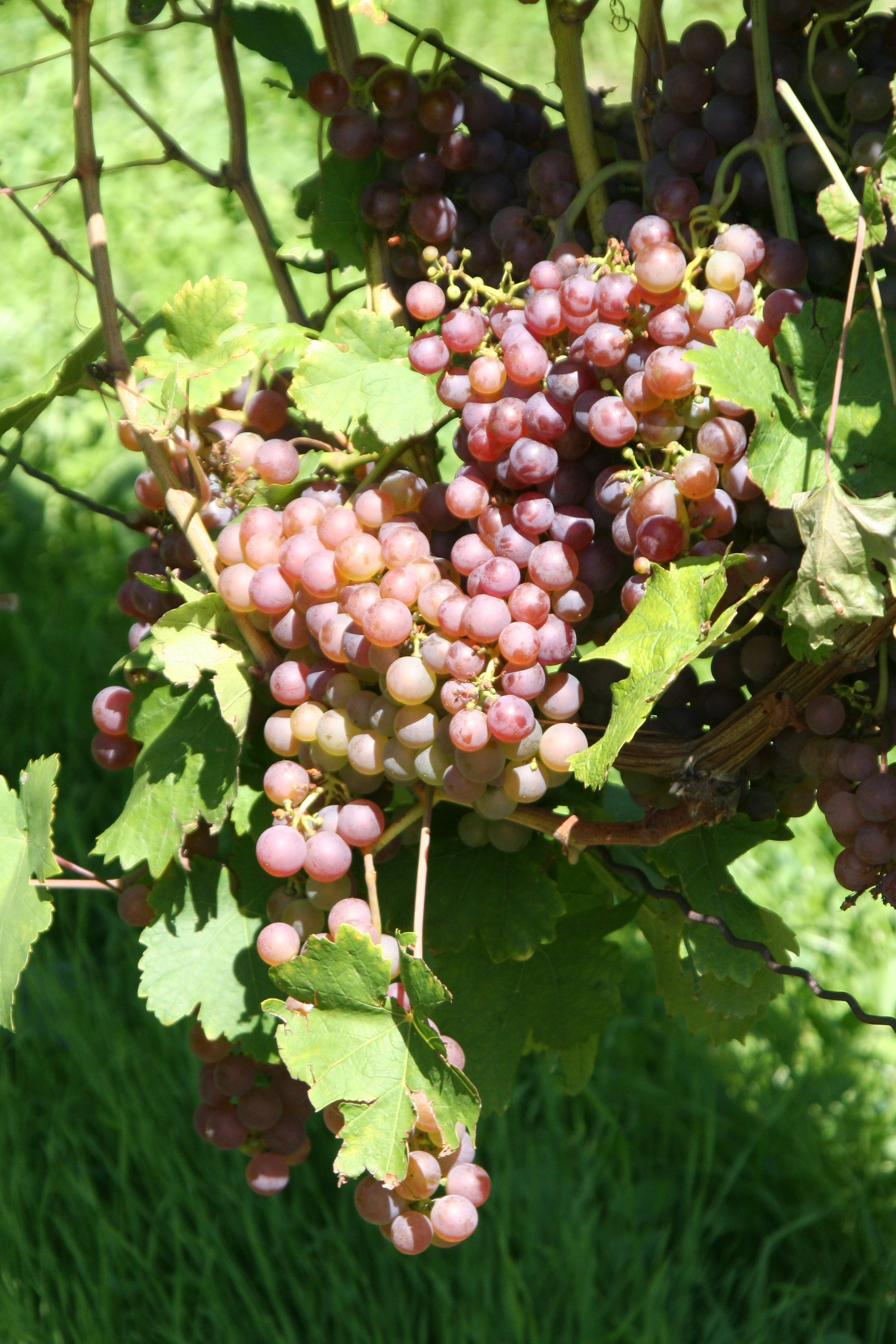
포도나무에서 익어가는 샤슬라의 적포도 품종
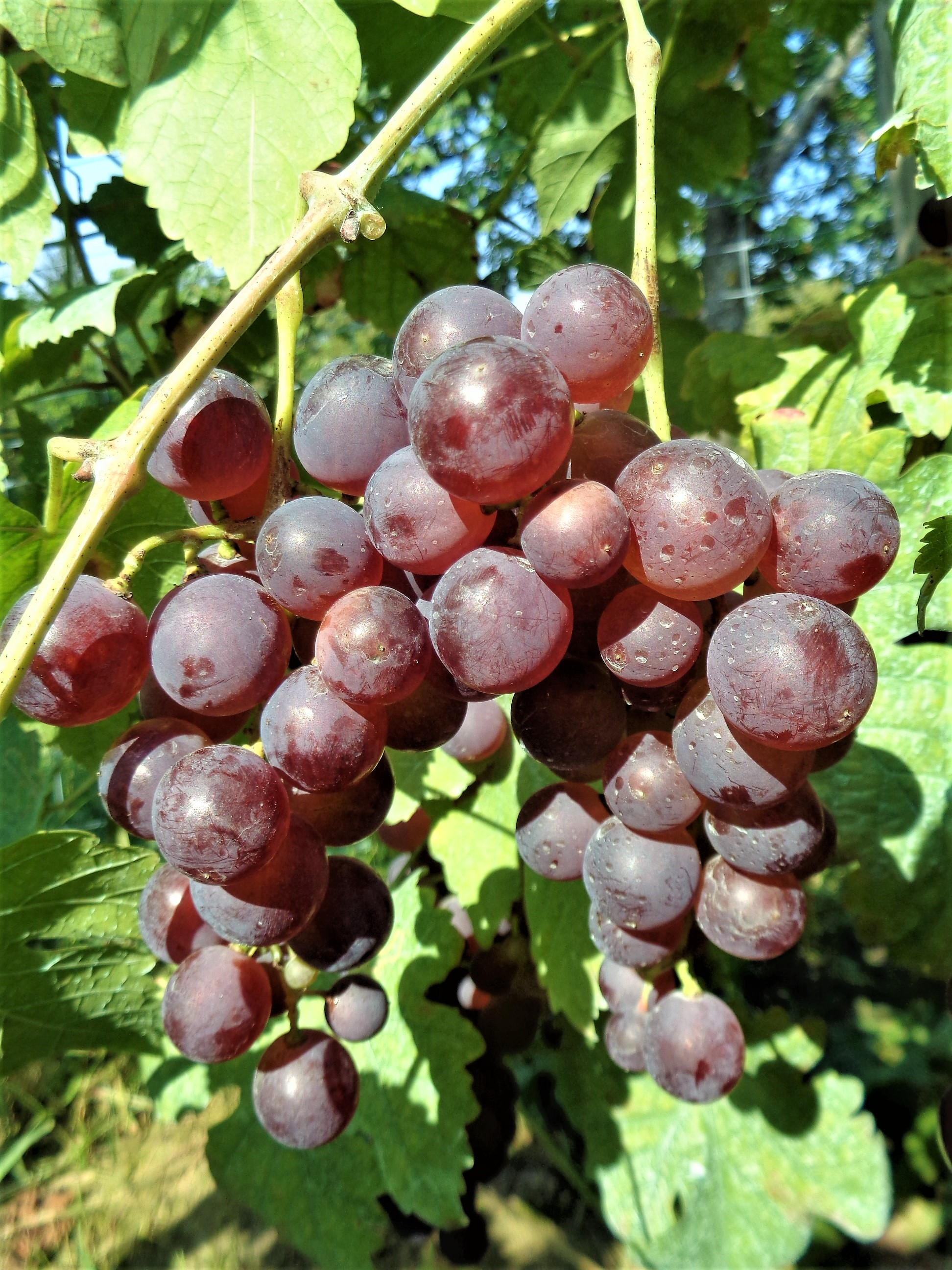
크로아티아 북부의 메지무레주에 있는 완전히 익은 적포도 샤슬라

## 같이 보기
- 포도 재배